# 9230 Yasuda
A 9230 Yasuda (ideiglenes jelöléssel 1996 YY2) a Naprendszer kisbolygóövében található aszteroida. Naoto Sato fedezte fel 1996. december 29-én.